# Cau del Dimoni
El Cau del Dimoni o la Barraca del Dimoni es troba al Parc de la Serralada Litoral, concretament a Premià de Dalt (el Maresme).>És ubicat a Premià de Dalt: Cal pujar per la ronda Santiago Rusiñol de Premià de Dalt fins al final de l'asfalt. Seguim pujant 220 m per la pista de terra, fins a trobar a la dreta una bola de granit de l'alçària d'una persona i partida per la meitat, com mitja taronja. De la part alta d'aquesta roca surt un petit corriol que aviat desapareix. El prenem i seguim bosc a través en direcció nord quan s'acaba. La pedra és a uns 70 m de la roca partida i es fa evident molt aviat. Coordenades: x=444525 y=4595231 z=292.
És un conjunt de roques que formen una mena de túnel o passadís natural. A la part interior de la gran roca que fa de coberta (en el que podríem dir-ne sostre) hi ha unes cavitats que són alvèols naturals d'erosió del granit. Però segons la llegenda popular, les va fer el dimoni en esmolar-s'hi les banyes i d'ací ve el nom d'aquest lloc. A uns quinze metres hi ha una petita roca a terra amb una cassola natural, excepcionalment fonda, que reté l'aigua de pluja. La llegenda també diu que el diable s'hi rentava la cara.
Jaume Ventura va excavar l'indret el 1950 i hi va trobar restes d'ossos però tan malmeses que no permeten precisar a quants individus pertanyen (d'un a tres). També van aparèixer fragments de sílex, de ceràmica feta a mà i un fragment de meteorit d'aproximadament mig quilo. Tot el material correspon probablement al Calcolític.
Des d'aquest punt, mirant avall i un xic a l'esquerra, es veu un conjunt de roques molt semblant que també formen una mena de passadís: és el Cau del Dimoniet. Unes excavacions bastant informals, fetes per gent de Premià de Dalt, no van donar cap troballa.